# 2235 Zero Generation-UpDate
『2235 Zero Generation-UpDate』（2235 ゼロ・ジェネレーション アップデート）は、2010年8月10日に発売されたFENCE OF DEFENSEのライブ映像作品。DVDで発売された。

## メンバー
- 北島健二：ギター
- 西村麻聡：ベース、シンセサイザー、ヴォーカル
- 山田亘：ドラム、パーカッション

## 解説
2009年11月25日に川崎CLUB CITTA'で行われた『FENCE OF DEFENSE LIVE 2009 [2235 ZERO GENERATION UPDATE] 』の模様を完全収録した映像作品。
FODの映像作品として初のドルビーデジタル 5.1chサラウンド仕様となっているほか、特典としてメンバーによる視聴時の副音声も収録されている。
本作の発売以前の2010年7月にライブ『FENCE OF DEFENSE LIVE 2010 Restructive Future：2235』が愛知の名古屋のSUNSHINE STUDIOと東京のPLEASURE PLEASUREの2都市にて行われていたが、当ライブの模様を収録した映像作品は発売されていない。

## 収録曲
全編曲:FENCE OF DEFENSE
1. DARKNESS REMAINS THE SAME
  - 作曲:西村麻聡
2. DATA No.6
  - 作詞:K.INOJO 作曲:西村麻聡
3. LAND OF THE LIAR
  - 作詞:FENCE OF DEFENSE 作曲:西村麻聡
4. BACK TO THE EDGE
  - 作詞:柳川英巳 作曲:西村麻聡
5. FAT MONKEY
作詞・作曲:西村麻聡
6. Showtime!!!
作詞・作曲:西村麻聡
7. SARA
  - 作詞:FENCE OF DEFENSE 作曲:西村麻聡
8. AGAIN
  - 作詞:FENCE OF DEFENSE 作曲:西村麻聡
9. FLOATING TIME
  - 作曲:西村麻聡
10. IN MYSELF
  - 作詞:柳川英巳 作曲:西村麻聡
11. SE (INNER VISION)
12. 星を継ぐもの
  - 作詞:尾崎雪絵、柳川英巳、西村麻聡 作曲:北島健二、西村麻聡
13. RED LINE
作詞・作曲:西村麻聡
14. Spiral Rondeau
  - 作詞西村麻聡 #作曲:北島健二、西村麻聡、山田わたる
15. Wave Of Delight
作詞・作曲:西村麻聡
16. STAY OR GO ～(GUITAR SOLO)～
  - 作詞:FENCE OF DEFENSE 作曲:西村麻聡
17. HONEY MONEY ～(DRUM SOLO)～
  - 作詞:K.INOJO 作曲:西村麻聡
18. SOUL X-PLOSION
  - 作詞:石川雅敏、西村麻聡 作曲:西村麻聡
19. FREAKS
  - 作詞:K.INOJO 作曲:西村麻聡
20. THIS WORLD
  - 作詞:FENCE OF DEFENSE 作曲:西村麻聡
21. MIDNIGHT FLOWER
  - 作詞:柳川英巳 作曲:西村麻聡